# Rorippa icarica
Rorippa icarica är en korsblommig växtart som beskrevs av Karl Heinz Rechinger. Rorippa icarica ingår i släktet fränen, och familjen korsblommiga växter. Inga underarter finns listade i Catalogue of Life.